# Cochrane Deutschland Stiftung

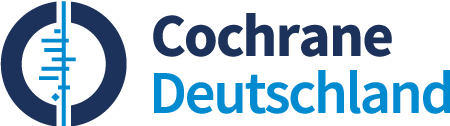
Cochrane Deutschland Logo

Die Cochrane Deutschland Stiftung (kurz CDS, Cochrane Deutschland) ist eine 2017 vom Universitätsklinikum Freiburg gegründete Verbrauchsstiftung mit dem Ziel, die Zugänglichkeit und Nutzung der empirischen Evidenz zu Gesundheitsfragen der Online-Bibliothek Cochrane Library im deutschsprachigen Raum zu fördern. Zudem unterstützt die Stiftung die Arbeit des weltweiten Cochrane-Netzwerks auf nationaler Ebene. Die Finanzierung der inhaltlichen Arbeiten der Stiftung erfolgt im Wesentlichen über Mittel des Bundesministeriums für Gesundheit (BMG). Der Sitz der unabhängigen und gemeinnützigen Verbrauchsstiftung bürgerlichen Rechts ist Freiburg im Breisgau.

## Entstehung
Als nationale Vertretung von Cochrane wurde das „Deutsche Cochrane Zentrum“ (DCZ) im März 1998 in Freiburg auf Initiative von Gerd Antes gegründet. Bis 2013 war das DCZ am Institut für Medizinische Biometrie und Statistik (IMBI) der Universität Freiburg i. Br. angesiedelt. Nach einer Übergangsphase (2014–2017) als zentrale Einrichtung des Universitätsklinikums, ging das DCZ im Oktober 2017 in der gemeinnützige Cochrane Deutschland Stiftung (CDS) auf, die seither die Aufgaben des vormaligen DCZ wahrnimmt.

## Aktivitäten
Das übergeordnete Ziel der CDS wird unter anderem durch die folgenden Aktivitäten adressiert:
- Zugang zu Cochrane Reviews verbessern und Nutzung von Evidenz aus Cochrane Reviews im deutschsprachigen Raum verbessern
- Aktivitäten von Cochrane-Gruppen und Mitgliedern im deutschsprachigen Raum koordinieren
- Partnerschaften mit relevanten nationalen Institutionen und Gruppen aufbauen
- Schulungs- und Fortbildungsangebote für Nutzer von Evidenz entwickeln und durchführen
- Erstellung von Cochrane Reviews unterstützen
- Lokale Veranstaltungen zu Cochrane-relevanten Themen entwickeln und durchführen

Beispiele für Aktivitäten der Cochrane Deutschland Stiftung sind:
- Erstellung von deutschen Übersetzungen der Zusammenfassungen von Cochrane Reviews und deren Bereitstellung auf einer eigenen Plattform, Cochrane Kompakt[3]
- Erstellung und Bereitstellung von Artikeln zu Themen mit Relevanz für oder Bezug zu Cochrane im deutschsprachigen Cochrane-Blog Wissen Was Wirkt[4]
- Verbreitung von Cochrane-Evidenz im deutschsprachigen Raum, u. a. über verschiedene Newsletter[5], die Sozialen Medien (Facebook[6], Twitter[7], Instagram), News und Pressemitteilungen.[8]
- Kooperationen mit den im deutschsprachigen Raum angesiedelten bzw. aktiven Cochrane Review Gruppen (Cochrane Haematology[9]; Cochrane Metabolic and Endocrine Disorders[10], Cochrane Public Health[11])
- Aufbau von lokalen Partnerschaften mit wichtigen Interessengruppen, z. B. durch gemeinsame Projekte mit wissenschaftlichen Instituten wie dem Institut für Qualität und Wirtschaftlichkeit im Gesundheitswesen (IQWIG), dem AWMF-Institut für Medizinisches Wissensmanagement (AWMF-IMWI)[12] und dem Ärztlichen Zentrum für Qualität in der Medizin (ÄZQ)
- Konzeptionierung und Durchführung von Workshops[13] zur Erstellung und Nutzung von systematischen Übersichtsarbeiten und relevanten methodischen Aspekten
- Beratungs- und Schulungsangebote für (angehende) Autoren von Cochrane Reviews
- Konzeptionierung und Etablierung von Veranstaltungen wie dem Cochrane Deutschland Symposium[14] und dem Methoden-Forum[15]

## Struktur
Der Vorstand der CDS besteht aus einem Wissenschaftlichen Vorstand (aktuell Jörg Meerpohl) und einem Geschäftsführenden Vorstand (aktuell Alex Kaiser). Die Aufsicht über die CDS erfolgt durch den ehrenamtlich tätigen Stiftungsrat, der aus 6 Mitgliedern besteht. Der Wissenschaftliche Beirat der CDS, bestehend aus derzeit 7 Mitgliedern, berät und unterstützt Vorstand und Stiftungsrat in inhaltlichen Fragen.

## Partner und Kooperationen
Die CDS arbeitet eng mit dem Institut für Evidenz in der Medizin (IfEM) am Universitätsklinikum Freiburg als akademischem Kooperationspartner zusammen. Viele Aktivitäten der Cochrane Deutschland Stiftung erfolgen auch in Kooperation mit Cochrane Schweiz, Cochrane Österreich und Cochrane Ungarn.
Weitere wichtige Partner innerhalb des Cochrane-Netzwerks sind die in Deutschland angesiedelten Cochrane-Gruppen (s. o. unter Aktivitäten).
Neben den innerhalb des Cochrane-Netzwerks bestehenden Partnerschaften bestehen eine Reihe externer Partnerschaften und Kooperationen. Die Cochrane Stiftung Deutschland beteiligt sich am Programm Verlässliches Gesundheitswissen des Deutschen Netzwerks Gesundheitskompetenz.